# Kesäjärvi
Kesäjärvi är en sjö i Finland. Den ligger i kommunen Kuusamo i landskapet Norra Österbotten, i den nordöstra delen av landet, 700 km norr om huvudstaden Helsingfors. Kesäjärvi ligger 299 meter över havet. Arean är 40,5 hektar och strandlinjen är 3,17 kilometer lång. Sjön  ingår i Koundaälvens huvudavrinningsområde. 